# Kolovesi nationalpark

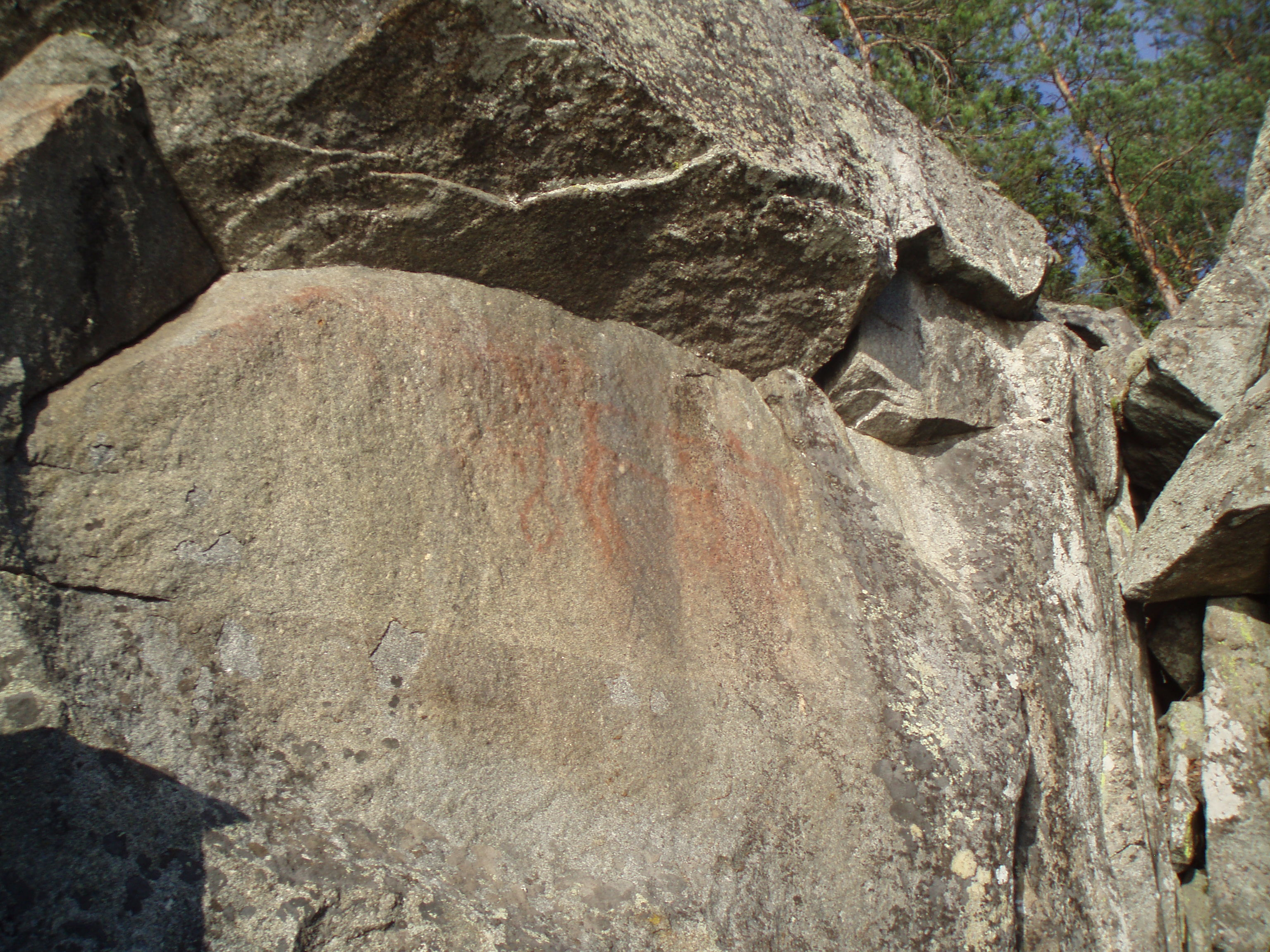
Grottmålning i Vierunvuori

Kolovesi nationalpark (finska: Koloveden kansallispuisto) är en finsk nationalpark, belägen i Södra Savolax i kommunerna Enonkoski och Heinävesi samt i Nyslotts stad. Nationalparken skyddar saimenvikarens habitat då underarten är klassificerad som utrotningshotad och består av endast 270 individer. I Kolovesi har man också påträffat flera hotade fågelarter, såsom smålom, fiskgjuse och lärkfalk. Typiskt för Kolovesi är också de skrovliga klipporna, formade sedan senaste istiden, och de lodräta bergväggar som reser sig ur sjöarna, vissa upp till 40 meters höjd. I området har man även funnit flera grottmålningar.